# Olympische Sommerspiele 2012/Judo
Bei den XXX. Olympischen Sommerspielen 2012 in London fanden 14 Judo-Wettbewerbe statt, je sieben für Männer und Frauen. Austragungsort war das Exhibition Centre London am Royal Victoria Dock im London Borough of Newham.

## Bilanz

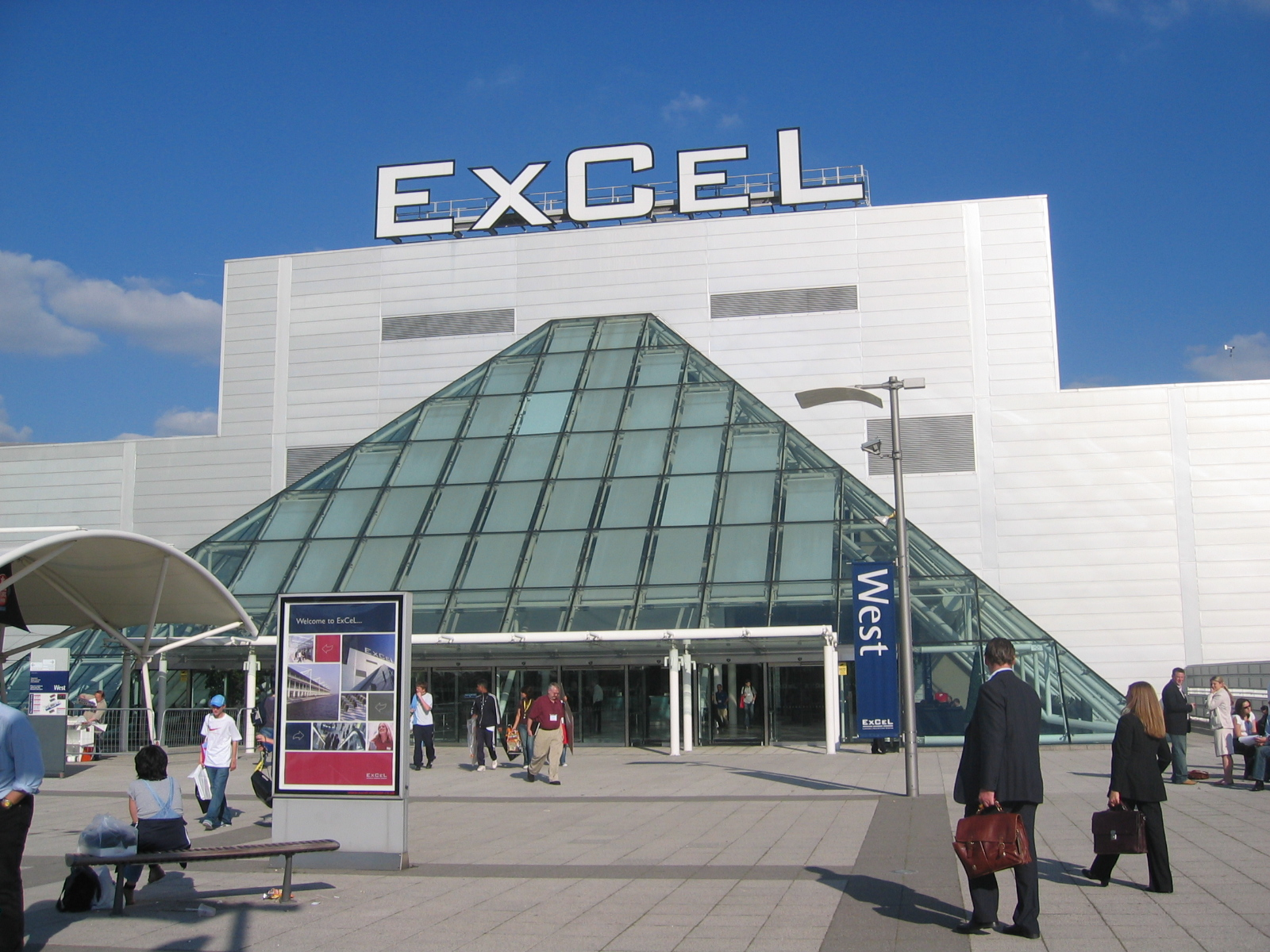
Exhibition Centre London

### Medaillenspiegel
| Platz | Land                | Gold | Silber | Bronze | Gesamt |
| ----- | ------------------- | ---- | ------ | ------ | ------ |
| 1     | Russland            | 3    | 1      | 1      | 4      |
| 2     | Frankreich          | 2    | –      | 5      | 7      |
| 3     | Südkorea            | 2    | –      | 1      | 3      |
| 4     | Japan               | 1    | 3      | 3      | 7      |
| 5     | Kuba                | 1    | 2      | –      | 3      |
| 6     | Brasilien           | 1    | –      | 3      | 4      |
| 7     | Vereinigte Staaten  | 1    | –      | 1      | 2      |
| 8     | Georgien            | 1    | –      | –      | 1      |
| 8     | Nordkorea           | 1    | –      | –      | 1      |
| 8     | Slowenien           | 1    | –      | –      | 1      |
| 11    | Deutschland         | –    | 2      | 2      | 4      |
| 12    | Rumänien            | –    | 2      | –      | 2      |
| 13    | Volksrepublik China | –    | 1      | 1      | 2      |
| 13    | Großbritannien      | –    | 1      | 1      | 2      |
| 13    | Mongolei            | –    | 1      | 1      | 2      |
| 13    | Ungarn              | –    | 1      | 1      | 2      |
| 17    | Niederlande         | –    | –      | 2      | 2      |
| 18    | Belgien             | –    | –      | 1      | 1      |
| 18    | Griechenland        | –    | –      | 1      | 1      |
| 18    | Italien             | –    | –      | 1      | 1      |
| 18    | Kanada              | –    | –      | 1      | 1      |
| 18    | Kolumbien           | –    | –      | 1      | 1      |
| 18    | Usbekistan          | –    | –      | 1      | 1      |

### Medaillengewinner
| Konkurrenz         | Gold                     | Silber                   | Bronze                                   |
| ------------------ | ------------------------ | ------------------------ | ---------------------------------------- |
| Superleichtgewicht | Arsen Galstjan           | Hiraoka Hiroaki          | Felipe Kitadai Rishod Sobirov            |
| Halbleichtgewicht  | Lascha Schawdatuaschwili | Miklós Ungvári           | Masashi Ebinuma Cho Jun-ho               |
| Leichtgewicht      | Mansur Issajew           | Riki Nakaya              | Saindschargalyn Njam-Otschir Ugo Legrand |
| Halbmittelgewicht  | Kim Jae-bum              | Ole Bischof              | Iwan Nifontow Antoine Valois-Fortier     |
| Mittelgewicht      | Song Dae-nam             | Asley González           | Masashi Nishiyama Ilias Iliadis          |
| Halbschwergewicht  | Tagir Chaibulajew        | Naidangiin Tüwschinbajar | Henk Grol Dimitri Peters                 |
| Schwergewicht      | Teddy Riner              | Alexander Michailin      | Andreas Tölzer Rafael Silva              |

| Konkurrenz         | Gold            | Silber                  | Bronze                              |
| ------------------ | --------------- | ----------------------- | ----------------------------------- |
| Superleichtgewicht | Sarah Menezes   | Alina Alexandra Dumitru | Éva Csernoviczki Charline Van Snick |
| Halbleichtgewicht  | An Kum-ae       | Yanet Bermoy            | Rosalba Forciniti Priscilla Gneto   |
| Leichtgewicht      | Kaori Matsumoto | Corina Căprioriu        | Marti Malloy Automne Pavia          |
| Halbmittelgewicht  | Urška Žolnir    | Xu Lili                 | Gévrise Émane Yoshie Ueno           |
| Mittelgewicht      | Lucie Décosse   | Kerstin Thiele          | Yuri Alvear Edith Bosch             |
| Halbschwergewicht  | Kayla Harrison  | Gemma Gibbons           | Mayra Aguiar Audrey Tcheuméo        |
| Schwergewicht      | Idalys Ortíz    | Mika Sugimoto           | Karina Bryant Tong Wen              |

## Zeitplan
| Wettbewerbe        | Juli/August | Juli/August | Juli/August | Juli/August | Juli/August | Juli/August | Juli/August |
| Frauen             | 28.         | 29.         | 30.         | 31.         | 1.          | 2.          | 3.          |
| ------------------ | ----------- | ----------- | ----------- | ----------- | ----------- | ----------- | ----------- |
| Klasse bis 48 kg   |             |             |             |             |             |             |             |
| Klasse bis 52 kg   |             |             |             |             |             |             |             |
| Klasse bis 57 kg   |             |             |             |             |             |             |             |
| Klasse bis 63 kg   |             |             |             |             |             |             |             |
| Klasse bis 70 kg   |             |             |             |             |             |             |             |
| Klasse bis 78 kg   |             |             |             |             |             |             |             |
| Klasse über 78 kg  |             |             |             |             |             |             |             |
| Männer             | 28.         | 29.         | 30.         | 31.         | 1.          | 2.          | 3.          |
| Klasse bis 60 kg   |             |             |             |             |             |             |             |
| Klasse bis 66 kg   |             |             |             |             |             |             |             |
| Klasse bis 73 kg   |             |             |             |             |             |             |             |
| Klasse bis 81 kg   |             |             |             |             |             |             |             |
| Klasse bis 90 kg   |             |             |             |             |             |             |             |
| Klasse bis 100 kg  |             |             |             |             |             |             |             |
| Klasse über 100 kg |             |             |             |             |             |             |             |

## Ergebnisse Männer

### Superleichtgewicht (bis 60 kg)
| Platz | Land | Sportler           |
| ----- | ---- | ------------------ |
| 1     | RUS  | Arsen Galstjan     |
| 2     | JPN  | Hiraoka Hiroaki    |
| 3     | BRA  | Felipe Kitadai     |
| 3     | UZB  | Rishod Sobirov     |
| 5     | ITA  | Elio Verde         |
| 5     | FRA  | Sofiane Milous     |
| 7     | KOR  | Choi Gwang-hyeon   |
| 7     | ARM  | Howhannes Dawtjan  |
|       |      |                    |
| 17    | SUI  | Ludovic Chammartin |
| 17    | AUT  | Ludwig Paischer    |
| 33    | GER  | Tobias Englmaier   |

Datum: 28. Juli 2012 

37 Teilnehmer aus 37 Ländern

### Halbleichtgewicht (bis 66 kg)
| Platz | Land | Sportler                 |
| ----- | ---- | ------------------------ |
| 1     | GEO  | Lascha Schawdatuaschwili |
| 2     | HUN  | Miklós Ungvári           |
| 3     | JPN  | Masashi Ebinuma          |
| 3     | KOR  | Cho Jun-ho               |
| 5     | ESP  | Sugoi Uriarte            |
| 5     | POL  | Paweł Zagrodnik          |
| 7     | AZE  | Tərlan Kərimov           |
| 7     | GBR  | Colin Oates              |

Datum: 29. Juli 2012 

36 Teilnehmer aus 36 Ländern

### Leichtgewicht (bis 73 kg)
| Platz | Land | Sportler                     |
| ----- | ---- | ---------------------------- |
| 1     | RUS  | Mansur Issajew               |
| 2     | JPN  | Riki Nakaya                  |
| 3     | MGL  | Saindschargalyn Njam-Otschir |
| 3     | FRA  | Ugo Legrand                  |
| 5     | NED  | Dex Elmont                   |
| 5     | KOR  | Wang Ki-chun                 |
| 7     | TJK  | Rassul Boqijew               |
|       |      |                              |
| 16    | GER  | Christopher Völk             |

Datum: 30. Juli 2012 

34 Teilnehmer aus 34 Ländern
Der ursprünglich ebenfalls siebtplatzierte Amerikaner Nick Delpopolo wurde nach einem positiven Dopingbefund disqualifiziert.

### Halbmittelgewicht (bis 81 kg)

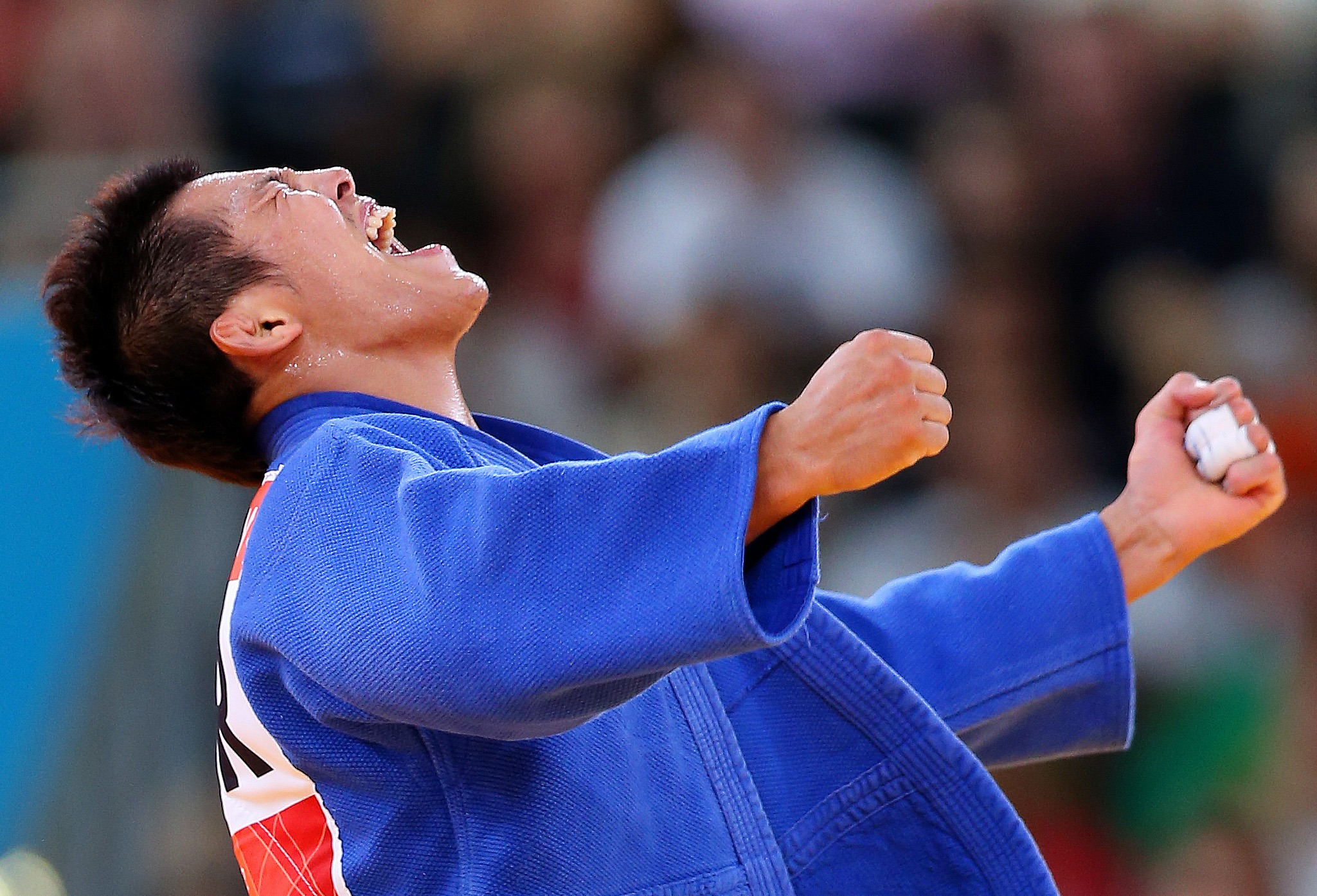
Kim Jae-bum

| Platz | Land | Sportler               |
| ----- | ---- | ---------------------- |
| 1     | KOR  | Kim Jae-bum            |
| 2     | GER  | Ole Bischof            |
| 3     | RUS  | Iwan Nifontow          |
| 3     | CAN  | Antoine Valois-Fortier |
| 5     | JPN  | Takahiro Nakai         |
| 5     | USA  | Travis Stevens         |
| 7     | BRA  | Leandro Guilheiro      |
| 7     | ARG  | Emmanuel Lucenti       |

Datum: 31. Juli 2012 

34 Teilnehmer aus 34 Ländern

### Mittelgewicht (bis 90 kg)
| Platz | Land | Sportler           |
| ----- | ---- | ------------------ |
| 1     | KOR  | Song Dae-nam       |
| 2     | CUB  | Asley González     |
| 3     | JPN  | Masashi Nishiyama  |
| 3     | GRE  | Ilias Iliadis      |
| 5     | BRA  | Tiago Camilo       |
| 5     | RUS  | Kirill Denissow    |
| 7     | AUS  | Mark Anthony       |
| 7     | UZB  | Dilshod Choriyev   |
|       |      |                    |
| 17    | GER  | Christophe Lambert |

Datum: 1. August 2012 

30 Teilnehmer aus 30 Ländern

### Halbschwergewicht (bis 100 kg)

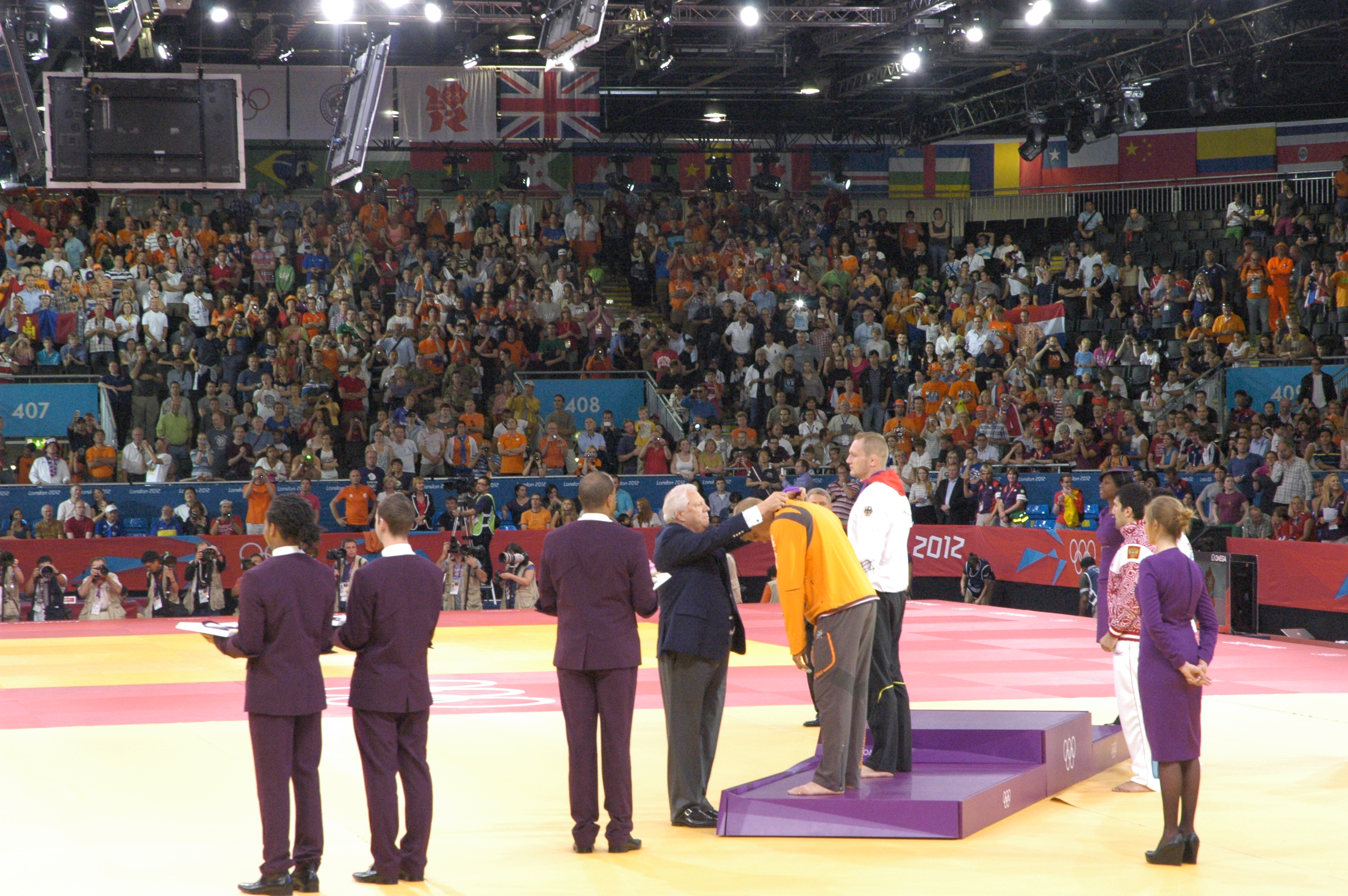
Siegerehrung

| Platz | Land | Sportler                 |
| ----- | ---- | ------------------------ |
| 1     | RUS  | Tagir Chaibulajew        |
| 2     | MGL  | Naidangiin Tüwschinbajar |
| 3     | NED  | Henk Grol                |
| 3     | GER  | Dimitri Peters           |
| 5     | UZB  | Ramziddin Sayidov        |
| 5     | KOR  | Hwang Hee-tae            |
| 7     | AZE  | Elmar Gasimov            |
| 7     | CZE  | Lukáš Krpálek            |

Datum: 2. August 2012 

30 Teilnehmer aus 30 Ländern

### Schwergewicht (über 100 kg)
| Platz | Land | Sportler            |
| ----- | ---- | ------------------- |
| 1     | FRA  | Teddy Riner         |
| 2     | RUS  | Alexander Michailin |
| 3     | GER  | Andreas Tölzer      |
| 3     | BRA  | Rafael Silva        |
| 5     | BLR  | Ihar Makarau        |
| 5     | KOR  | Kim Sung-min        |
| 7     | CUB  | Óscar Brayson       |
| 7     | HUN  | Barna Bor           |

Datum: 3. August 2012 

32 Teilnehmer aus 32 Ländern

## Ergebnisse Frauen

### Superleichtgewicht (bis 48 kg)
| Platz | Land | Sportlerin              |
| ----- | ---- | ----------------------- |
| 1     | BRA  | Sarah Menezes           |
| 2     | ROM  | Alina Alexandra Dumitru |
| 3     | HUN  | Éva Csernoviczki        |
| 3     | BEL  | Charline Van Snick      |
| 5     | JPN  | Tomoko Fukumi           |
| 5     | ARG  | Paula Pareto            |
| 7     | CHN  | Wu Shugen               |
| 7     | MGL  | Mönchbatyn Urantsetseg  |

Datum: 28. Juli 2012 

19 Teilnehmerinnen aus 19 Ländern

### Halbleichtgewicht (bis 52 kg)
| Platz | Land | Sportlerin           |
| ----- | ---- | -------------------- |
| 1     | PRK  | An Kum-ae            |
| 2     | CUB  | Yanet Bermoy         |
| 3     | ITA  | Rosalba Forciniti    |
| 3     | FRA  | Priscilla Gneto      |
| 5     | BEL  | Ilse Heylen          |
| 5     | LUX  | Marie Muller         |
| 7     | KOR  | Kim Kyung-ok         |
| 7     | MRI  | Christianne Legentil |
| 9     | GER  | Romy Tarangul        |

Datum: 29. Juli 2012 

23 Teilnehmerinnen aus 23 Ländern

### Leichtgewicht (bis 57 kg)
| Platz | Land | Sportlerin         |
| ----- | ---- | ------------------ |
| 1     | JPN  | Kaori Matsumoto    |
| 2     | ROM  | Corina Căprioriu   |
| 3     | USA  | Marti Malloy       |
| 3     | FRA  | Automne Pavia      |
| 5     | ITA  | Giulia Quintavalle |
| 5     | HUN  | Hedvig Karakas     |
| 7     | AUT  | Sabrina Filzmoser  |
| 7     | RUS  | Irina Sabludina    |
|       |      |                    |
| 16    | GER  | Miryam Roper       |

Datum: 30. Juli 2012 

25 Teilnehmerinnen aus 25 Ländern

### Halbmittelgewicht (bis 63 kg)

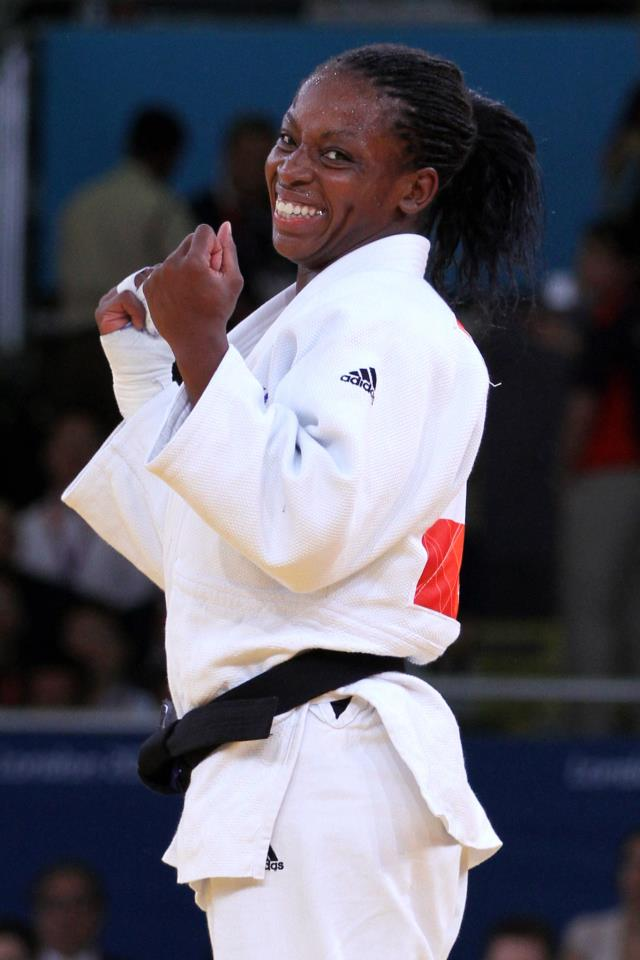
Gévrise Émane

| Platz | Land | Sportlerin                  |
| ----- | ---- | --------------------------- |
| 1     | SLO  | Urška Žolnir                |
| 2     | CHN  | Xu Lili                     |
| 3     | FRA  | Gévrise Émane               |
| 3     | JPN  | Yoshie Ueno                 |
| 5     | KOR  | Joung Da-woon               |
| 5     | MGL  | Tsedewsürengiin Mönchdsajaa |
| 7     | ISR  | Alice Schlesinger           |
| 7     | NED  | Elisabeth Willeboordse      |
| 9     | AUT  | Hilde Drexler               |
|       |      |                             |
| 17    | GER  | Claudia Malzahn             |

Datum: 31. Juli 2012 

24 Teilnehmerinnen aus 24 Ländern

### Mittelgewicht (bis 70 kg)
| Platz | Land | Sportlerin       |
| ----- | ---- | ---------------- |
| 1     | FRA  | Lucie Décosse    |
| 2     | GER  | Kerstin Thiele   |
| 3     | COL  | Yuri Alvear      |
| 3     | NED  | Edith Bosch      |
| 5     | CHN  | Chen Fei         |
| 5     | KOR  | Hwang Ye-sul     |
| 7     | SLO  | Raša Sraka       |
| 7     | JPN  | Haruka Tachimoto |
| 9     | SUI  | Juliane Robra    |

Datum: 1. August 2012 

22 Teilnehmerinnen aus 22 Ländern

### Halbschwergewicht (bis 78 kg)

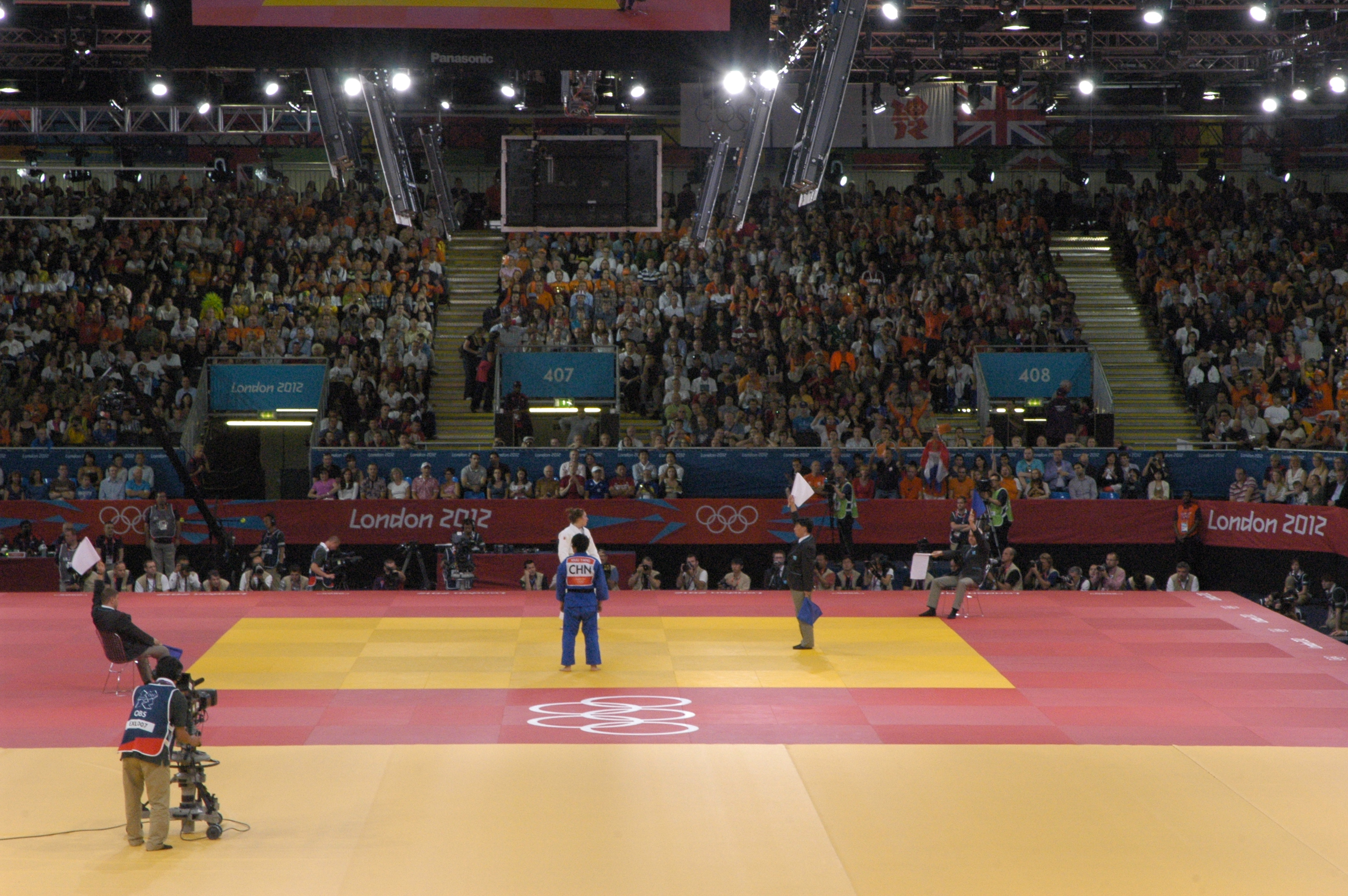
Marhinde Verkerk (NED) gegen Yang Xiuli (CHN)

| Platz | Land | Sportlerin       |
| ----- | ---- | ---------------- |
| 1     | USA  | Kayla Harrison   |
| 2     | GBR  | Gemma Gibbons    |
| 3     | BRA  | Mayra Aguiar     |
| 3     | FRA  | Audrey Tcheuméo  |
| 5     | HUN  | Abigél Joó       |
| 5     | NED  | Marhinde Verkerk |
| 7     | POL  | Daria Pogorzelec |
| 7     | CHN  | Yang Xiuli       |
| 9     | GER  | Heide Wollert    |

Datum: 2. August 2012 

21 Teilnehmerinnen aus 21 Ländern

### Schwergewicht (über 78 kg)
| Platz | Land | Sportlerin            |
| ----- | ---- | --------------------- |
| 1     | CUB  | Idalys Ortíz          |
| 2     | JPN  | Mika Sugimoto         |
| 3     | GBR  | Karina Bryant         |
| 3     | CHN  | Tong Wen              |
| 5     | UKR  | Iryna Kindzerska      |
| 5     | BRA  | Maria Suelen Altheman |
| 7     | RUS  | Jelena Iwaschtschenko |
| 7     | KAZ  | Gülschan Issanowa     |

Datum: 3. August 2012 

20 Teilnehmerinnen aus 20 Ländern

## Qualifikation

### Qualifikationskriterien
An den Wettbewerben werden 386 Athleten teilnehmen. 138 Frauen und 214 Männer qualifizieren sich direkt über die Weltrangliste, 14 Athleten des gastgebenden NOKs, einer in jeder Gewichtsklasse, sind automatisch startberechtigt. Insgesamt 20 Startplätze vergibt die International Judo Federation (IJF) nach Abschluss der Qualifikationsphase per Einladung. Jedes NOK darf pro Gewichtsklasse nur einen Athleten stellen.
Bei den Frauen waren in jeder Gewichtsklasse die ersten 14 Athleten der bereinigten Weltrangliste direkt qualifiziert, bei den Männern qualifizierten sich die ersten 22. Die weiteren Quotenplätze wurden unter kontinentalen Gesichtspunkten vergeben, bei der anhand der bereinigten Weltrangliste ein Ranking erstellt wird. Afrika erhält in diesem Zuge 24, Europa 25, Asien 20, Ozeanien zehn und Amerika 21 Startplätze. Stichtag der Weltrangliste war der 1. Mai 2012.

### Qualifizierte Athleten
| Qualifizierte Athleten nach NOKs | Qualifizierte Athleten nach NOKs | Qualifizierte Athleten nach NOKs | Qualifizierte Athleten nach NOKs | Qualifizierte Athleten nach NOKs | Qualifizierte Athleten nach NOKs | Qualifizierte Athleten nach NOKs | Qualifizierte Athleten nach NOKs | Qualifizierte Athleten nach NOKs | Qualifizierte Athleten nach NOKs | Qualifizierte Athleten nach NOKs | Qualifizierte Athleten nach NOKs | Qualifizierte Athleten nach NOKs | Qualifizierte Athleten nach NOKs | Qualifizierte Athleten nach NOKs | Qualifizierte Athleten nach NOKs |
| Wettbewerb                       | Frauen                           | Frauen                           | Frauen                           | Frauen                           | Frauen                           | Frauen                           | Frauen                           | Männer                           | Männer                           | Männer                           | Männer                           | Männer                           | Männer                           | Männer                           | Gesamt                           |
| Wettbewerb                       | Klasse bis 48 kg                 | Klasse bis 52 kg                 | Klasse bis 57 kg                 | Klasse bis 63 kg                 | Klasse bis 70 kg                 | Klasse bis 78 kg                 | Klasse über 78 kg                | Klasse bis 60 kg                 | Klasse bis 66 kg                 | Klasse bis 73 kg                 | Klasse bis 81 kg                 | Klasse bis 90 kg                 | Klasse bis 100 kg                | Klasse über 100 kg               | Gesamt                           |
| -------------------------------- | -------------------------------- | -------------------------------- | -------------------------------- | -------------------------------- | -------------------------------- | -------------------------------- | -------------------------------- | -------------------------------- | -------------------------------- | -------------------------------- | -------------------------------- | -------------------------------- | -------------------------------- | -------------------------------- | -------------------------------- |
| Afghanistan                      |                                  |                                  |                                  |                                  |                                  |                                  |                                  |                                  | X                                |                                  |                                  |                                  |                                  |                                  | 1                                |
| Ägypten                          |                                  |                                  |                                  |                                  |                                  |                                  |                                  |                                  | X                                | X                                |                                  | X                                | X                                | X                                | 5                                |
| Albanien                         |                                  | X                                |                                  |                                  |                                  |                                  |                                  |                                  |                                  |                                  |                                  |                                  |                                  |                                  | 1                                |
| Algerien                         |                                  | X                                |                                  |                                  |                                  |                                  | X                                |                                  |                                  |                                  |                                  |                                  |                                  |                                  | 2                                |
| Amerikanisch-Samoa               |                                  |                                  |                                  |                                  |                                  |                                  |                                  |                                  |                                  |                                  |                                  |                                  |                                  | X                                | 1                                |
| Angola                           |                                  |                                  |                                  |                                  | X                                |                                  |                                  |                                  |                                  |                                  |                                  |                                  |                                  |                                  | 1                                |
| Argentinien                      | X                                |                                  |                                  |                                  |                                  |                                  |                                  |                                  |                                  |                                  | X                                | X                                | X                                |                                  | 4                                |
| Armenien                         |                                  |                                  |                                  |                                  |                                  |                                  |                                  | X                                | X                                |                                  |                                  |                                  |                                  |                                  | 2                                |
| Aruba                            |                                  |                                  |                                  |                                  |                                  |                                  |                                  |                                  | X                                |                                  |                                  |                                  |                                  |                                  | 1                                |
| Aserbaidschan                    |                                  |                                  | X                                | X                                |                                  |                                  |                                  | X                                | X                                | X                                | X                                | X                                | X                                |                                  | 8                                |
| Australien                       |                                  |                                  | X                                |                                  |                                  |                                  |                                  | X                                | X                                |                                  |                                  | X                                | X                                |                                  | 5                                |
| Barbados                         |                                  |                                  |                                  |                                  |                                  |                                  |                                  |                                  |                                  | X                                |                                  |                                  |                                  |                                  | 1                                |
| Belgien                          | X                                | X                                |                                  |                                  |                                  |                                  |                                  |                                  | X                                | X                                | X                                |                                  | X                                |                                  | 6                                |
| Belize                           |                                  |                                  |                                  |                                  |                                  |                                  |                                  |                                  |                                  |                                  |                                  | X                                |                                  |                                  | 1                                |
| Benin                            |                                  |                                  |                                  |                                  |                                  |                                  |                                  |                                  | X                                |                                  |                                  |                                  |                                  |                                  | 1                                |
| Brasilien                        | X                                | X                                | X                                | X                                | X                                | X                                | X                                | X                                | X                                | X                                | X                                | X                                | X                                | X                                | 14                               |
| Bosnien & Herzegowina            |                                  |                                  |                                  |                                  |                                  |                                  |                                  |                                  |                                  |                                  |                                  |                                  | X                                |                                  | 1                                |
| Bulgarien                        |                                  |                                  |                                  |                                  |                                  |                                  |                                  |                                  | X                                |                                  |                                  |                                  |                                  |                                  | 1                                |
| Burkina Faso                     |                                  |                                  |                                  | X                                |                                  |                                  |                                  |                                  |                                  |                                  |                                  |                                  |                                  |                                  | 1                                |
| Burundi                          |                                  |                                  |                                  |                                  |                                  |                                  | X                                |                                  |                                  |                                  |                                  |                                  |                                  |                                  | 1                                |
| Chile                            |                                  |                                  |                                  |                                  |                                  |                                  |                                  |                                  | X                                |                                  |                                  |                                  |                                  |                                  | 1                                |
| China                            | X                                | X                                | X                                | X                                | X                                | X                                | X                                | X                                |                                  |                                  |                                  |                                  |                                  |                                  | 8                                |
| Costa Rica                       |                                  |                                  |                                  |                                  |                                  |                                  |                                  |                                  |                                  | X                                |                                  |                                  |                                  |                                  | 1                                |
| Dem. Rep. Kongo                  |                                  |                                  |                                  |                                  |                                  |                                  |                                  |                                  |                                  |                                  |                                  |                                  |                                  | X                                | 1                                |
| Deutschland                      |                                  | X                                | X                                | X                                | X                                | X                                |                                  | X                                |                                  | X                                | X                                | X                                | X                                | X                                | 11                               |
| Dominikanische Rep.              |                                  | X                                |                                  |                                  |                                  |                                  |                                  |                                  |                                  |                                  |                                  |                                  |                                  |                                  | 1                                |
| Dschibuti                        |                                  |                                  | X                                |                                  |                                  |                                  |                                  |                                  |                                  |                                  |                                  |                                  |                                  |                                  | 1                                |
| Ecuador                          |                                  |                                  |                                  | X                                |                                  |                                  |                                  |                                  |                                  |                                  |                                  |                                  |                                  |                                  | 1                                |
| El Salvador                      |                                  |                                  |                                  |                                  |                                  |                                  |                                  |                                  | X                                |                                  |                                  |                                  |                                  |                                  | 1                                |
| Elfenbeinküste                   |                                  |                                  |                                  |                                  |                                  |                                  |                                  |                                  |                                  |                                  |                                  | X                                |                                  |                                  | 1                                |
| Estland                          |                                  |                                  |                                  |                                  |                                  |                                  |                                  |                                  |                                  |                                  |                                  |                                  |                                  | X                                | 1                                |
| Fidschi                          |                                  |                                  |                                  |                                  |                                  |                                  |                                  |                                  |                                  |                                  | X                                |                                  |                                  |                                  | 1                                |
| Finnland                         |                                  | X                                |                                  | X                                |                                  |                                  |                                  | X                                |                                  |                                  |                                  |                                  |                                  |                                  | 3                                |
| Frankreich                       | X                                | X                                | X                                | X                                | X                                | X                                | X                                | X                                | X                                | X                                | X                                | X                                | X                                | X                                | 14                               |
| Gabun                            |                                  |                                  |                                  |                                  |                                  | X                                |                                  |                                  |                                  |                                  |                                  |                                  |                                  |                                  | 1                                |
| Georgien                         |                                  |                                  |                                  |                                  |                                  |                                  |                                  | X                                | X                                | X                                | X                                | X                                | X                                | X                                | 7                                |
| Ghana                            |                                  |                                  |                                  |                                  |                                  |                                  |                                  |                                  |                                  | X                                |                                  |                                  |                                  |                                  | 1                                |
| Griechenland                     |                                  |                                  | X                                |                                  |                                  |                                  |                                  |                                  |                                  |                                  |                                  | X                                |                                  |                                  | 2                                |
| Großbritannien                   | X                                | X                                | X                                | X                                | X                                | X                                | X                                | X                                | X                                | X                                | X                                | X                                | X                                | X                                | 14                               |
| Guam                             |                                  |                                  |                                  |                                  |                                  |                                  |                                  |                                  |                                  |                                  |                                  |                                  |                                  | X                                | 1                                |
| Guatemala                        |                                  |                                  |                                  |                                  |                                  |                                  |                                  |                                  |                                  |                                  |                                  |                                  |                                  | X                                | 1                                |
| Guinea                           |                                  |                                  |                                  |                                  |                                  |                                  |                                  |                                  |                                  |                                  |                                  |                                  |                                  | X                                | 1                                |
| Guyana                           |                                  |                                  |                                  |                                  |                                  |                                  |                                  |                                  |                                  | X                                |                                  |                                  |                                  |                                  | 1                                |
| Haiti                            |                                  | X                                |                                  |                                  |                                  |                                  |                                  |                                  |                                  |                                  |                                  |                                  |                                  |                                  | 1                                |
| Honduras                         |                                  |                                  |                                  |                                  |                                  |                                  |                                  | X                                |                                  |                                  |                                  |                                  |                                  |                                  | 1                                |
| Hongkong                         |                                  |                                  |                                  |                                  |                                  |                                  |                                  |                                  |                                  | X                                |                                  |                                  |                                  |                                  | 1                                |
| Indien                           |                                  |                                  |                                  | X                                |                                  |                                  |                                  |                                  |                                  |                                  |                                  |                                  |                                  |                                  | 1                                |
| Iran                             |                                  |                                  |                                  |                                  |                                  |                                  |                                  |                                  |                                  |                                  |                                  |                                  | X                                | X                                | 2                                |
| Irland                           | X                                |                                  |                                  |                                  |                                  |                                  |                                  |                                  |                                  |                                  |                                  |                                  |                                  |                                  | 1                                |
| Island                           |                                  |                                  |                                  |                                  |                                  |                                  |                                  |                                  |                                  |                                  |                                  |                                  |                                  | X                                | 1                                |
| Israel                           |                                  |                                  |                                  | X                                |                                  |                                  |                                  | X                                | X                                | X                                |                                  |                                  | X                                |                                  | 5                                |
| Italien                          | X                                | X                                | X                                | X                                | X                                |                                  |                                  | X                                | X                                |                                  | X                                | X                                |                                  |                                  | 9                                |
| Japan                            | X                                | X                                | X                                | X                                | X                                | X                                | X                                | X                                | X                                | X                                | X                                | X                                | X                                | X                                | 14                               |
| Jemen                            |                                  |                                  |                                  |                                  |                                  |                                  |                                  | X                                |                                  |                                  |                                  |                                  |                                  |                                  | 1                                |
| Kambodscha                       |                                  |                                  |                                  |                                  |                                  |                                  |                                  | X                                |                                  |                                  |                                  |                                  |                                  |                                  | 1                                |
| Kamerun                          |                                  |                                  |                                  |                                  |                                  |                                  |                                  |                                  |                                  |                                  |                                  | X                                |                                  |                                  | 1                                |
| Kanada                           |                                  |                                  | X                                |                                  | X                                | X                                |                                  | X                                | X                                | X                                | X                                | X                                |                                  |                                  | 8                                |
| Kap Verde                        |                                  |                                  |                                  |                                  |                                  |                                  | X                                |                                  |                                  |                                  |                                  |                                  |                                  |                                  | 1                                |
| Kasachstan                       | X                                |                                  |                                  |                                  |                                  |                                  | X                                | X                                | X                                | X                                | X                                | X                                | X                                | X                                | 9                                |
| Kirgisistan                      |                                  |                                  |                                  |                                  |                                  |                                  |                                  |                                  |                                  |                                  |                                  | X                                |                                  | X                                | 2                                |
| Kolumbien                        |                                  |                                  | X                                |                                  | X                                |                                  |                                  |                                  |                                  |                                  |                                  |                                  |                                  |                                  | 2                                |
| Kroatien                         |                                  |                                  |                                  | X                                |                                  |                                  |                                  |                                  |                                  |                                  | X                                |                                  |                                  |                                  | 2                                |
| Kuba                             | X                                | X                                | X                                | X                                | X                                |                                  | X                                |                                  |                                  |                                  |                                  | X                                | X                                | X                                | 9                                |
| Lettland                         |                                  |                                  |                                  |                                  |                                  |                                  |                                  |                                  |                                  |                                  | X                                |                                  | X                                | X                                | 3                                |
| Libanon                          |                                  |                                  |                                  | X                                |                                  |                                  |                                  |                                  |                                  |                                  |                                  |                                  |                                  |                                  | 1                                |
| Liberia                          | X                                |                                  |                                  |                                  |                                  |                                  |                                  |                                  |                                  |                                  |                                  |                                  |                                  |                                  | 1                                |
| Libyen                           |                                  |                                  |                                  |                                  |                                  |                                  |                                  |                                  | X                                |                                  |                                  |                                  |                                  |                                  | 1                                |
| Litauen                          |                                  |                                  |                                  |                                  |                                  |                                  |                                  |                                  |                                  |                                  |                                  | X                                |                                  | X                                | 2                                |
| Luxemburg                        |                                  | X                                |                                  |                                  |                                  |                                  |                                  |                                  |                                  |                                  |                                  |                                  |                                  |                                  | 1                                |
| Madagaskar                       |                                  |                                  |                                  |                                  |                                  |                                  |                                  |                                  |                                  |                                  | X                                |                                  |                                  |                                  | 1                                |
| Mali                             |                                  |                                  |                                  |                                  |                                  |                                  |                                  |                                  |                                  |                                  |                                  |                                  | X                                |                                  | 1                                |
| Marokko                          |                                  |                                  |                                  | X                                |                                  |                                  |                                  | X                                |                                  |                                  | X                                |                                  |                                  |                                  | 3                                |
| Mauritius                        |                                  | X                                |                                  |                                  |                                  |                                  |                                  |                                  |                                  |                                  |                                  |                                  |                                  |                                  | 1                                |
| Mexiko                           |                                  |                                  |                                  |                                  |                                  |                                  | X                                | X                                |                                  |                                  |                                  |                                  |                                  |                                  | 2                                |
| Moldau                           |                                  |                                  |                                  |                                  |                                  |                                  |                                  |                                  |                                  |                                  | X                                | X                                |                                  |                                  | 2                                |
| Monaco                           |                                  |                                  |                                  |                                  |                                  |                                  |                                  | X                                |                                  |                                  |                                  |                                  |                                  |                                  | 1                                |
| Mongolei                         | X                                | X                                | X                                | X                                |                                  | X                                |                                  | X                                | X                                | X                                |                                  |                                  | X                                |                                  | 9                                |
| Montenegro                       |                                  |                                  |                                  |                                  |                                  |                                  |                                  |                                  |                                  |                                  | X                                |                                  |                                  |                                  | 1                                |
| Mosambik                         |                                  |                                  |                                  |                                  |                                  |                                  |                                  | X                                |                                  |                                  |                                  |                                  |                                  |                                  | 1                                |
| Myanmar                          |                                  |                                  |                                  | X                                |                                  |                                  |                                  |                                  |                                  |                                  |                                  |                                  |                                  |                                  | 1                                |
| Nauru                            |                                  |                                  |                                  |                                  |                                  |                                  |                                  |                                  |                                  | X                                |                                  |                                  |                                  |                                  | 1                                |
| Neuseeland                       |                                  |                                  |                                  |                                  | X                                |                                  |                                  |                                  |                                  |                                  |                                  |                                  |                                  |                                  | 1                                |
| Niederlande                      | X                                |                                  |                                  | X                                | X                                | X                                |                                  | X                                |                                  | X                                | X                                |                                  | X                                | X                                | 9                                |
| Niger                            |                                  |                                  |                                  |                                  |                                  |                                  |                                  | X                                |                                  |                                  |                                  |                                  |                                  |                                  | 1                                |
| Nordkorea                        |                                  | X                                |                                  |                                  |                                  |                                  |                                  |                                  |                                  |                                  |                                  |                                  |                                  |                                  | 1                                |
| Österreich                       |                                  |                                  | X                                | X                                |                                  |                                  |                                  | X                                |                                  |                                  |                                  |                                  |                                  |                                  | 3                                |
| Paläst. Autonomiegeb.            |                                  |                                  |                                  |                                  |                                  |                                  |                                  |                                  |                                  | X                                |                                  |                                  |                                  |                                  | 1                                |
| Palau                            |                                  |                                  |                                  | X                                |                                  |                                  |                                  |                                  |                                  |                                  |                                  |                                  |                                  |                                  | 1                                |
| Panama                           |                                  |                                  |                                  |                                  |                                  |                                  |                                  |                                  |                                  |                                  | X                                |                                  |                                  |                                  | 1                                |
| Papua-Neuguinea                  |                                  |                                  |                                  |                                  |                                  |                                  |                                  |                                  | X                                |                                  |                                  |                                  |                                  |                                  | 1                                |
| Paraguay                         |                                  |                                  |                                  |                                  |                                  |                                  |                                  |                                  | X                                |                                  |                                  |                                  |                                  |                                  | 1                                |
| Peru                             |                                  |                                  |                                  |                                  |                                  |                                  |                                  | X                                |                                  |                                  |                                  |                                  |                                  |                                  | 1                                |
| Philippinen                      |                                  |                                  |                                  |                                  |                                  |                                  |                                  |                                  |                                  |                                  |                                  |                                  |                                  | X                                | 1                                |
| Polen                            |                                  |                                  |                                  |                                  | X                                | X                                | X                                |                                  | X                                | X                                |                                  |                                  |                                  | X                                | 6                                |
| Portugal                         |                                  | X                                | X                                |                                  |                                  | X                                |                                  |                                  |                                  | X                                |                                  |                                  |                                  |                                  | 4                                |
| Puerto Rico                      |                                  |                                  |                                  |                                  |                                  |                                  | X                                |                                  |                                  |                                  |                                  |                                  |                                  |                                  | 1                                |
| Republik China                   |                                  |                                  |                                  |                                  |                                  |                                  |                                  |                                  | X                                |                                  |                                  |                                  |                                  |                                  | 1                                |
| Ruanda                           |                                  |                                  |                                  |                                  |                                  |                                  |                                  |                                  |                                  | X                                |                                  |                                  |                                  |                                  | 1                                |
| Rumänien                         | X                                | X                                | X                                |                                  |                                  |                                  |                                  |                                  | X                                |                                  |                                  |                                  | X                                | X                                | 6                                |
| Russland                         | X                                | X                                | X                                |                                  |                                  | X                                | X                                | X                                | X                                | X                                | X                                | X                                | X                                | X                                | 12                               |
| Salomonen                        |                                  |                                  |                                  |                                  |                                  |                                  |                                  | X                                |                                  |                                  |                                  |                                  |                                  |                                  | 1                                |
| Sambia                           |                                  |                                  |                                  |                                  |                                  |                                  |                                  |                                  |                                  |                                  | X                                |                                  |                                  |                                  | 1                                |
| Samoa                            |                                  |                                  |                                  |                                  |                                  |                                  |                                  |                                  |                                  | X                                |                                  |                                  |                                  |                                  | 1                                |
| Saudi-Arabien                    |                                  |                                  |                                  |                                  |                                  |                                  | X                                | X                                |                                  |                                  |                                  |                                  |                                  |                                  | 2                                |
| Schweden                         |                                  |                                  |                                  |                                  |                                  |                                  |                                  |                                  |                                  |                                  |                                  | X                                |                                  |                                  | 1                                |
| Schweiz                          |                                  |                                  |                                  |                                  | X                                |                                  |                                  | X                                |                                  |                                  |                                  |                                  |                                  |                                  | 2                                |
| Senegal                          |                                  |                                  | X                                |                                  |                                  |                                  |                                  |                                  |                                  |                                  |                                  |                                  |                                  |                                  | 1                                |
| Serbien                          |                                  |                                  |                                  |                                  |                                  |                                  |                                  |                                  |                                  |                                  |                                  | X                                |                                  |                                  | 1                                |
| Seychellen                       |                                  |                                  |                                  |                                  |                                  |                                  |                                  |                                  |                                  |                                  |                                  |                                  | X                                |                                  | 1                                |
| Slowakei                         |                                  |                                  |                                  |                                  |                                  |                                  |                                  |                                  |                                  |                                  |                                  | X                                |                                  |                                  | 1                                |
| Slowenien                        |                                  |                                  | X                                | X                                | X                                | X                                | X                                |                                  | X                                |                                  | X                                |                                  |                                  | X                                | 8                                |
| Spanien                          | X                                | X                                | X                                |                                  | X                                |                                  |                                  |                                  | X                                | X                                |                                  |                                  |                                  |                                  | 6                                |
| Südafrika                        |                                  |                                  |                                  |                                  |                                  |                                  |                                  |                                  |                                  | X                                |                                  |                                  |                                  |                                  | 1                                |
| Südkorea                         | X                                | X                                | X                                | X                                | X                                | X                                | X                                | X                                | X                                | X                                | X                                | X                                | X                                | X                                | 14                               |
| Tadschikistan                    |                                  |                                  |                                  |                                  |                                  |                                  |                                  |                                  |                                  | X                                |                                  | X                                |                                  |                                  | 2                                |
| Thailand                         |                                  |                                  |                                  |                                  |                                  |                                  |                                  |                                  |                                  |                                  |                                  |                                  | X                                |                                  | 1                                |
| Togo                             |                                  |                                  |                                  |                                  |                                  |                                  |                                  |                                  |                                  |                                  | X                                |                                  |                                  |                                  | 1                                |
| Tschad                           |                                  |                                  |                                  |                                  | X                                |                                  |                                  |                                  |                                  |                                  |                                  |                                  |                                  |                                  | 1                                |
| Tschechien                       |                                  |                                  |                                  |                                  |                                  |                                  |                                  |                                  |                                  | X                                | X                                |                                  | X                                |                                  | 3                                |
| Tunesien                         |                                  |                                  |                                  |                                  | X                                | X                                | X                                |                                  |                                  |                                  |                                  |                                  |                                  | X                                | 4                                |
| Türkei                           |                                  |                                  |                                  |                                  |                                  |                                  | X                                |                                  |                                  | X                                |                                  |                                  |                                  |                                  | 2                                |
| Turkmenistan                     |                                  |                                  |                                  | X                                |                                  |                                  |                                  |                                  |                                  |                                  |                                  |                                  |                                  |                                  | 1                                |
| Ukraine                          |                                  |                                  |                                  |                                  | X                                | X                                | X                                | X                                | X                                | X                                | X                                | X                                | X                                | X                                | 10                               |
| Unabhängige Olympiateilnehmer    |                                  |                                  |                                  |                                  |                                  |                                  |                                  |                                  |                                  |                                  | X                                |                                  |                                  |                                  | 1                                |
| Ungarn                           | X                                |                                  | X                                |                                  | X                                | X                                |                                  |                                  | X                                |                                  | X                                | X                                |                                  | X                                | 8                                |
| Uruguay                          |                                  |                                  |                                  |                                  |                                  |                                  |                                  |                                  |                                  |                                  |                                  | X                                |                                  |                                  | 1                                |
| USA                              |                                  |                                  | X                                |                                  |                                  | X                                |                                  |                                  |                                  | X                                | X                                |                                  | X                                |                                  | 5                                |
| Usbekistan                       |                                  |                                  |                                  |                                  |                                  |                                  |                                  | X                                | X                                | X                                | X                                | X                                | X                                | X                                | 7                                |
| Vanuatu                          |                                  |                                  |                                  |                                  |                                  |                                  |                                  |                                  |                                  |                                  |                                  |                                  |                                  | X                                | 1                                |
| Venezuela                        |                                  |                                  |                                  |                                  |                                  |                                  | X                                | X                                | X                                |                                  |                                  |                                  |                                  |                                  | 3                                |
| Ver. Arabische Emirate           |                                  |                                  |                                  |                                  |                                  |                                  |                                  |                                  | X                                |                                  |                                  |                                  |                                  |                                  | 1                                |
| Vietnam                          | X                                |                                  |                                  |                                  |                                  |                                  |                                  |                                  |                                  |                                  |                                  |                                  |                                  |                                  | 1                                |
| Weißrussland                     |                                  |                                  |                                  |                                  |                                  |                                  |                                  |                                  |                                  |                                  |                                  |                                  | X                                | X                                | 2                                |
| Startplätze Gesamt               | 20                               | 23                               | 25                               | 25                               | 22                               | 19                               | 20                               | 35                               | 36                               | 35                               | 32                               | 31                               | 30                               | 33                               | 386                              |

Die gebürtige Kosovarin Majlinda Kelmendi trat im Judo für Albanien an, nachdem das IOC einer geplanten Teilnahme für den Kosovo und als unabhängige Olympiateilnehmerin eine Absage erteilt hatte. Als unabhängiger Olympiateilnehmer trat Reginald de Windt aus Curaçao an, der sich in der Gewichtsklasse bis 81 kg qualifiziert hatte. Das NOK der Niederländischen Antillen hatte nach Auflösung des Inselverbandes seine Anerkennung durch das IOC verloren.
Insgesamt konnten sich 116 NOKs über die Weltrangliste für die olympischen Wettbewerbe qualifizieren. Weitere 17 NOKs bekamen im Juni 2012 einen Startplatz per Einladung. Davon profitierten Amerikanisch-Samoa, Honduras, Paraguay, Aruba, Belize, Monaco, Dschibuti, Guyana, Ruanda, Burundi, Liberia, Togo, Benin, Myanmar, der Libanon, Kambodscha und Afghanistan.